# Elisabeth Ebeling (Schriftstellerin)
Elisabeth Ebeling (* 30. Juli 1828 in Berlin; † 5. Mai 1905 ebenda) war eine deutsche Schriftstellerin, die auch unter dem Pseudonym Christa Ling publizierte.

## Leben
Elisabeth Ebeling entstammte einer Kaufmannsfamilie. Sie erhielt Privatunterricht bei einer Großtante. Sie war befreundet mit Bertha Lehmann-Filhés, mit der sie auch ihre ersten schriftstellerischen Arbeiten unternahm. Ihre ersten Erzählungen für die Jugend erschienen in der von Christian Julin-Fabricius herausgegebenen Deutschen Jugendzeitung. Einige ihrer Lustspiele wurden auf mehreren Bühnen aufgeführt. Texte von Elisabeth Ebeling wurden von Engelbert Humperdinck vertont.

## Werke (Auswahl)

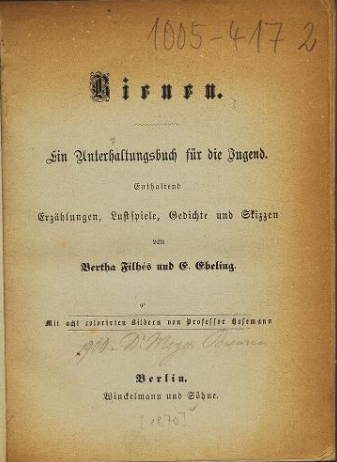
Bienen (1870)

- Das Geläute. Erzählung für die reifere Jugend. Mit Illustrationen von Rudolf Geißler. Flemming, Glogau 1867. (Digitalisat)
- Mit Bertha Lehmann-Filhés: Die Linden-Fee. Dramatisirtes Kindermärchen. Bloch, Berlin 1868.
- Mummenschanz. Lustspiele, dramatische Charaden und Räthsel für die Jugend. Winckelmann, Berlin 1870.
- Mit Bertha Lehmann-Filhés: Bienen. Ein Unterhaltungsbuch für die Jugend, enthaltend Erzählungen, Lustspiele, Gedichte und Skizzen. Mit Illustrationen von Theodor Hosemann. Winckelmann, Berlin 1870. (Digitalisat)
- Gedenke Mein. Erzählung für die reifere Jugend. Flemming, Glogau 1870.
- Strassburg. Erzählung für die reifere Jugend. Flemming, Glogau 1872.
- Mit Bertha Lehmann-Filhés: Streublümchen. Gesammelte Erzählungen, Märchen, Gedichte, Fabeln und dramatisierte Charaden für liebe Kinder. Bagel, Mühlheim 1873.
- Mit Bertha Lehmann-Filhés: Allerliebste Geschichten für brave Kinder. Geschichten, Fabeln, Märchen und Gedichte. Bagel, Mülheim 1881.
- Das goldene Ei. Erzählung für die reifere Jugend. 2. Aufl. Mit Illustrationen von Rudolf Geißler. Flemming, Glogau 1890.
- Das Prinzenbuch. Erzählung aus dem Leben der kaiserlichen Prinzen. Mit Illustrationen von Wilhelm Schäfer. Engel, Berlin 1891. (Digitalisat)
- Blüten und Blätter. Entsprossen am Lebenswege. Meidinger, Berlin 1894.
- Die Schule der Tiere. Die Tiere, die Jungen sowohl wie die Alten beschlossen auch einmal Schule zu halten. Eine lustige Kindergeschichte. Meinhold, Dresden 1894.
- Mit Max Grau: Blumenfestspiel zum 100jährigen Geburtstagsfeier Kaiser Wilhelms des Grossen. Bloch, Berlin 1897.
- Die Fuchstaufe. Eine lustige Geschichte. Mit Illustrationen von Karl Wagner. Meinhold, Dresden 1897.
- Troll auf Reisen. Eine lustige Hundegeschichte. Illustrationen von Karl Wagner. Meinhold, Dresden 1897.
- Drei Wünsche. Lustiges Weihnachtsmärchenspiel. Bloch, Berlin 1903. (Ludwig Blochs Kinder-Theater 98)
- Mit A. Brandenburg: Hero u. Leander. Komische Operette. Berlin, ohne Jahr.[1]

## Vertonungen von Engelbert Humperdinck
- Wiegenlied. Für eine Singstimme mit Klavierbegleitung. Brockhaus, Leipzig 1901. (Digitalisat)
- Dornröschen. Märchen in einem Vorspiel und drei Akten. Von: E. B. Ebeling-Filhès. Brockhaus, Leipzig 1902.
- Schlaflied. Bilderbuch von Frederikke Klemmer. Text von Elisabeth Ebeling, vertont von Engelbert Humperdinck. Engel, Stuttgart 1994. ISBN 978-3-927118-07-2